# Tommy Johnson (1900)
Thomas Clark Fisher "Tommy" Jonhson  (19 de agosto de 1900 - 28 de enero de 1973 en Dalton-in-Furness, Lancashire) fue un futbolista inglés, que se desempeñó en la posición de centrodelantero o como delantero interior. Comenzó su carrera profesional en el Manchester City en 1919, equipo en él estuvo durante toda la década de 1920. Conocido por su potente disparo con su pie izquierdo, Jonhson tiene el récord de más goles anotados en una temporada con el City, con 38 goles en 1928-29. Él jugó con los Citizens la final de la FA Cup de 1926 y formó parte del equipo que ganó la Segunda división de 1927.
Johnson firmó por el Everton F. C. en 1930, actuando como unión del prolífico centrodelantero Dixie Dean. En cuatro temporadas con el Everton, ganó la Segunda división, la Primera división y la FA Cup. Tras esto, fue traspasado al Liverpool F. C., donde estuvo durante un corto período de tiempo.

## Carrera

### Manchester City
Nacido en Dalton-in-Furness, Lancashire, Jonhson se convirtió en aprendiz en un astillero local. Jugó al fútbol medio tiempo con el Dalton Athletic y el Dalton Casuals hasta 1919, cuando firmó un contrato profesional con el Manchester City tras una recomendación del defensor Eli Fletcher. Él mismo amenazó al club de abandonarlo si no contrataba a Jonhson. Tuvo su debut goleador en un partido de la Liga de la Guerra contra el Blackburn Rovers el 22 de febrero de 1919, y anotó una tripleta ante el Port Vale dos semanas más tarde. La Football league regresó en agosto de 1919, pero Jonhson no jugó con el primer equipo hasta mediados de la temporada. Realizó su debut en la liga contra el Middlesbrough el 18 de febrero de 1920, encuentro donde anotó los dos goles de su equipo. En ese partido, jugó en la posición usada anteriormente por Tommy Browell. El mantuvo su lugar durante otros seis partidos, anotando un gol más. Su último partido en esta seguidilla de apariciones fue en la victoria 2-1 contra el Liverpool F. C. en Hyde Road, la que contó con la presencia del monarca reinante, el rey Jorge V.
En las siguientes dos temporadas, Jonhson apareció en forma intermitente en el primer equipo. Marcó cinco goles en doce partidos en el primer equipo temporada 1920-21, en la que fue más regular con el equipo de reservas, en el que fue el máximo goleador con 18 goles. Comenzó a jugar de forma regular en el primer equipo durante la temporada 1922-23, en la que jugó 35 partidos. En 1923, el Manchester City se trasladó desde su antiguo estadio, el Hyde Road, al Maine Road, que se encontraba en Moss Side. Jonhson anotó en el primer partido en el nuevo estadio contra el Sheffield United. Mientras Jonhson fue un goleador regular durante ese punto de su carrera, sus compañeros de equipo Frank Roberts y Horace Barnes dejaron de anotar con frecuencia. Ya con la titularidad asegurada, solo se perdió un partido en la temporada 1924-1925.
En la temporada 1925-26 consiguió por primera vez anotar veinte goles en una temporada, aunque el City acabó pre-último en la liga. Aunque el equipo tuvo una temporada difícil, consiguió algunas victorias abultadas, como la goleada 6-1 en el derby de Mánchester, en el que Jonhson tuvo una participación goleadora. En la FA Cup el City logró un excelente rendimiento, anotando 31 goles en seis partidos. Jonhson jugó en todos los partidos de copa, anotando su primera tripleta en una competición oficial contra el Clapton Orient, en los cuartos de final de la competición. Sin embargo, la aparición de Jonhson en Wembley no fue feliz, ya que perdieron 1-0 contra el Bolton Wanderers en la final. Para empeorar las cosas, perdieron el último partido de liga, lo que causó el descenso del City a Segunda división. Tres semanas después del fin de la temporada Jonhson tuvo su debut con Inglaterra, en el que anotó en la victoria 5-3 contra Bélgica. Jonhson jugó cinco partidos con Inglaterra, en los que anotó la misma cantidad de goles.
En la siguiente temporada, Jonhson fue el máximo goleador del City con 25 goles, ya que su club buscaba un rápido ascenso a la primera división. El ascenso a primera solo se definió en el último partido, ya que en ese momento tanto el City como el Portsmouth podían lograr el segundo cupo del ascenso. En el último partido de la temporada, Jonhson fue el protagonista en la rotunda victoria del City contra el Bradford City, en la que anotó una tripleta en la victoria 8-0. Los hinchas del City que veían el partido, pensaban que el resultado era suficiente para ascender, pero el partido del Portsmouth se había retrasado quince minutos, por lo que aún no acababa. Finalmente el Portsmouth ganó por 5-1, lo que permitió el ascenso del club de Hampshire, ya que en el promedio de puntos estaba seis centésimas sobre el City. Jonhson y sus compañeros lograron superar la decepción de la temporada anterior y en 1927-1928 se coronaron campeones de la segunda división, lo que les permitió volver a la máxima categoría. Su medalla de ganador de la segunda división fue el único título que ganó Jonhson en toda su carrera en el Manchester City. Llegó a los veinte goles por tercera temporada consecutiva, lo que lo dejó como máximo goleador del equipo junto a Frank Roberts.
La siguiente temporada fue una de las mejores para Jonhson. A inicios de temporada marcó cinco goles en un solo partido, en la victoria 6-2 contra el Everton F. C.. Tras eso, continúo marcando con frecuencia en la temporada, y en marzo de 1929 se había convertido en el tercer jugador del Manchester City en convertir treinta goles en una temporada, igualando el logro conseguido por Frank Roberts y Tommy Browell, a los que superó en el partido siguiente, y al final de la temporada había anotado 38 goles en 39 partidos de liga, un récord del club que aún no es superado por otro jugador, habiendo pasado más de 83 años. Su forma de jugar le permitió volver a ser llamado a la selección inglesa, luego de tres años de su última convocatoria. Jonhson anotó dos goles en la victoria 6-0 contra Gales en el British Home Championship 1930.  Los otros goles los marcó George Camsell (que marcó una tripleta) y Hugh Adcock.
En marzo de 1930, la dirigencia del equipo pensó que ya había llegado al peak de su carrera, por lo que Jonhson fue vendido al Everton F. C. por seis mil libras esterlinas. Su salida provocó las protestas de los hinchas del Manchester City, lo que resultó en que las asistencias del club bajaran más de siete mil. En total, Jonhson anotó 166 goles en 354 partidos con el Manchester City. Esta cifra incluye 158 goles en la liga, un récord que comparte con Eric Brook, que es el máximo goleador del equipo sumando todas las competiciones.

### Everton y Liverpool
En el Everton, Jonhson formó parte de una línea de ataque comandada por el goleador Dixie Dean. En su primera temporada con el Everton ganó la segunda división y en su segunda temporada ganó la primera división, convirtiéndose en el campeón inglés.  En la siguiente temporada el Everton alcanzó la final de la FA Cup 1933, donde Jonhson se enfrentó a su exequipo, el Manchester City. Everton acabó como el cómodo vencedor al ganar por 3-0, y tras siete años de la derrota contra el Bolton, Jonhson ganó la medalla de campeón.

## Clubes
| Club            | País       | Año         |
| --------------- | ---------- | ----------- |
| Manchester City | Inglaterra | 1919 - 1930 |
| Everton F. C.   | Inglaterra | 1930 - 1934 |
| Liverpool F. C. | Inglaterra | 1934 - 1936 |
| Darwen          | Inglaterra | 1936 - 1939 |